# Línea Massa-Senigallia

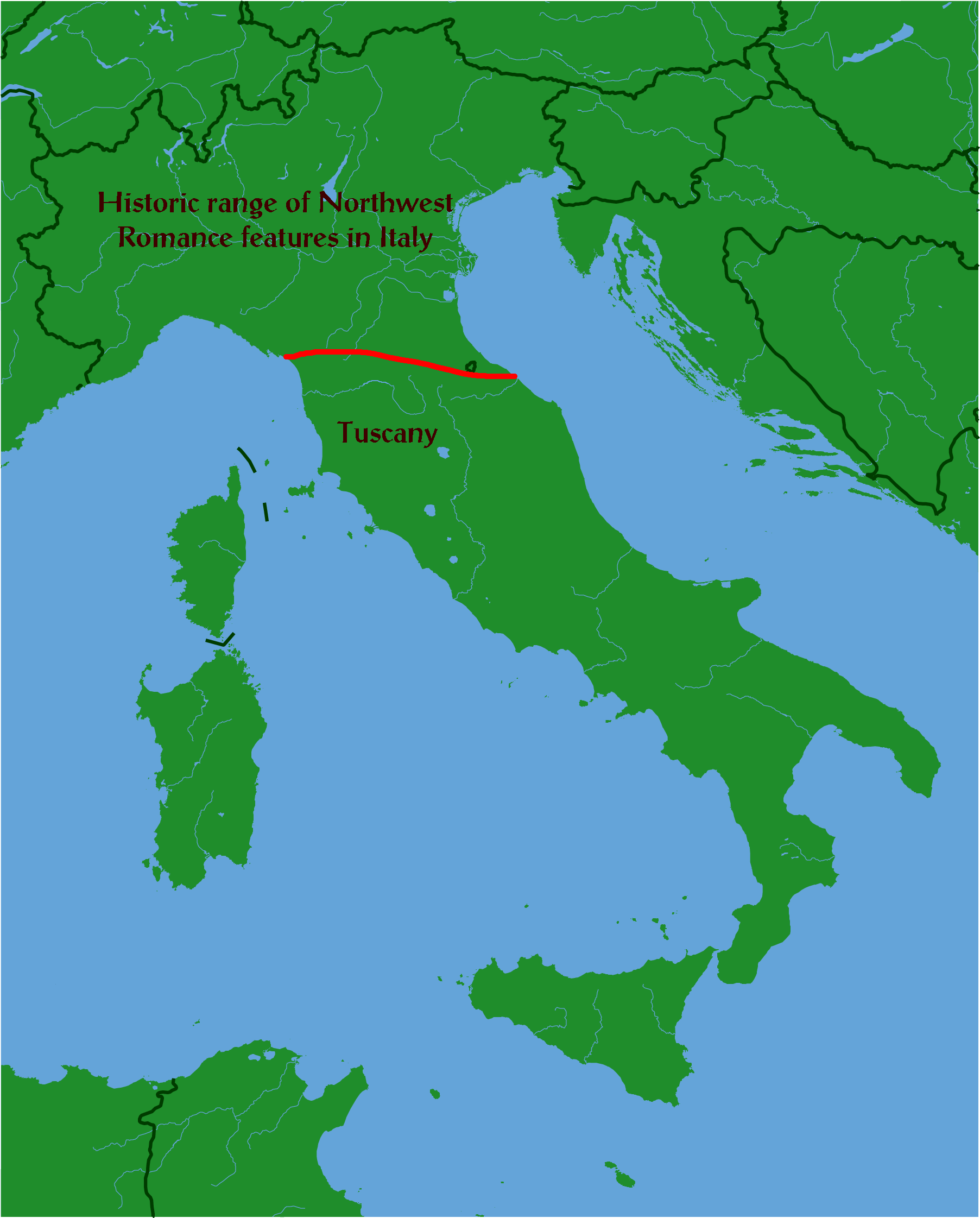
Línea Massa-Senigallia (La Spezia-Rímini).

La línea La Spezia-Rímini (nombre tradicional, por las localidades de La Spezia y Rímini), o línea Massa-Senigallia (nombre más exacto, por las localidades de Massa y Senigallia), es un límite lingüístico que separa las lenguas galoitálicas (habladas en el norte de Italia) de las italorromances propiamente dichas (habladas a lo largo de la península itálica y en Sicilia), pero también las lenguas romances occidentales de las orientales. La propia línea está definida por un haz de isoglosas que diferencian ambos grupos lingüísticos.

## Ejemplos de isoglosas
La mayor parte de isoglosas asociadas a la línea La Spezia-Rímini son naturalmente isoglosas fonéticas. El siguiente cuadro presenta algunas de las características típicas que diferencian las variedades romances al norte y al sur de dicha línea:
| LATÍN         | LATÍN                  | CLAVE(M) | VECLUS     | CAPILLU(M) | IOCARE  | CATENA(M) | VACCA | PAX   | UNUM | NŎCTE(M) | LĂCTE(M)      | FĂCTU(M) | CĂNE(M) | HŎMINE(M) |
| ------------- | ---------------------- | -------- | ---------- | ---------- | ------- | --------- | ----- | ----- | ---- | -------- | ------------- | -------- | ------- | --------- |
| galoitálico   | Lombardo               | tʃav     | vetʃ / veʒ | kavɛl      | dʒuga   | kadɛna    | vaka  | pas   | yn   | nɔʧ      | laʧ           | faʧ      | ka      | ɔm        |
| galoitálico   | Ligur                  | tʃavæ    | veʒiu      | kavelu     | dʒuga   | kadɛna    | vaka  | paze  | yn   | nøtʃe    | lajt / lœt(e) | fajt     | kan     | omu       |
| galoitálico   | Piemontés              | tʃav     | vetʃ / vej | kavɛl      | dʒuge   | kadɛna    | vaka  | pas   | yn   | nøit     | lajt          | fajt     | kan     | ɔm        |
| galoitálico   | Emiliano-romañol       | tʃæv     | vetʃ       | kævɛl      | zuger   | kadɛna    | vaka  | pæs   | on   | nɔt      | lat           | fat      | kan     | ɔm        |
| galoitálico   | Véneto                 | tʃave    | vetʃo      | kavelo     | zugar   | kadɛna    | vaka  | paze  | un   | note     | late          | fato     | kan     | ɔmo       |
| galoitálico   | Istriano               | tʃave    | vietʃo     | kavelo     | zuga    | kadena    | vaka  | pas   | un   | nwɔto    | lato          | fato     | kan     | ɔmo       |
| galoitálico   | Línea La Spezia-Rímini |          |            |            |         |           |       |       |      |          |               |          |         |           |
| Italorromance | Italiano               | kiave    | vekkjo     | kapello    | dʒokare | katena    | vakka | patʃe | uno  | nɔtte    | latte         | fatto    | kane    | wɔmo      |
| Italorromance | Romanesco              | kiave    | vekkjo     | kapello    | dʒoka   | katena    | vakka | patʃe | uno  | nɔtte    | latte         | fatto    | kane    | ɔmo       |
| Italorromance | Napolitano             | kiavə    | viekkjə    | kapellə    | juka    | katena    | vakka | patʃə | unə  | nottə    | lattə         | fattə    | kanə    | ɔmmə      |
| Italorromance | Siciliano              | kiavi    | vekkju     | kapiddu    | jukari  | katina    | vakka | paʃi  | unu  | nɔtti    | latti         | fattu    | kani    | ɔmu       |
Al norte de la línea se tienen las siguientes características relevantes:
- Vocales:
  - Existencia de redondeamiento vocálico (vocali turbate) en el sector noroccidental: lat. MŪRU(M) 'muro' > piemontés de Turín /myr/.
  - Apócope, en la mayor parte de las lenguas galoitálicas se han perdido las átonas finales, excepto las /-a/ (ocasionalmente algunas /-i/ también se mantienen). Ejemplos el lombardo tiene òm 'hombre' (latín HŎMŌ), nef nieve' (lat. NĔVE), füm 'humo' (lat. FŪMU), fil 'hilo' (lat. FĪLU), röda 'rueda' (lat. RŎTA) (frente a los equivalentes en italiano uomo, fumo, neve, filo, ruota que conservan siempre la vocal final latina). En ligur, sin embargo, se conservan algunas vocales finales (excepto tres -n) como se aprecia en los ejemplos ramu, rami; lüme, lümi "ramo, ramos; luz, luces" (latín RAMU, RAMI; LŪMĔN, LŪMĬNES; italiano ramo, rami; lume, lumi), mientras que para las palabras en -n el ligur tiene can, chen /kaŋ, keŋ/ 'dog, perros' (frente al italiano cane, cani).
  - Síncopa o tendencia a la caída de vocales pretónicas: DENAR(I)U 'dinero' > piemontés de Turín /dne/ (toscano denaro).
  - La Metafonía es muy común y afecta a las vocales abiertas tónicas è /ɛ/ y ò /ɔ/ cuando van seguidas de /i/ (ocasionalmente también /o/). Este cambio fonético antecedió a la caída de vocales finales por lo que sus efectos persisten aún después de haber saperecido las vocales finales. Esto lleva a los desarrollos ie e uo que en muchos dialectos va más lejos llegando a los monoptongos i y ö /ø/. Esta diptongación es diferente de la que existe en italiano estándar (que se produce tanto en sílabas abiertas como cerradas). Así en lombardo se tiene quest 'esto' (italiano questo) pero en cambio quist 'estos' (italian questi).
- Consonantes:
  - Lenición de las consonantes oclusivas sordas intervocálicas. Esta lenición puede ser una sonorización como en FRATĔLLU > lombardo /fraˈdɛl/, > piemontés /ˈfrɛl/ (toscano/italiano estándar fratello / francés frère) o una espirantización CAPĬLLU > piemontés /kaˈvɛj/ (italiano capello / catalán cabell).
  - Palatalización del grupo consonántico -CT-: LĂCTE 'leche' > Piemontés de Turín /lajt/, > Lombardo /laʧ/.
  - Palatalización del grupo latino -CL- hacía /tʃ/ por ejemplo CLAVE > piemontés y lombardo ciav /tʃav/ (italiano chiave / español llave).
  - Desgeminación consonántica: *TUCCA 'suco, salsa' > Véneto /tɔʧo/.
  - Palatalización en grado diverso, según las regiones, de la A tónica latina, como en CAVĀRE > piemontés de Turín /gaˈvɛ/ (ese rasgo también se presenta en francés estándar CAPRA > /čɛˈvɾ/).

## División entre la Romanía occidental y oriental

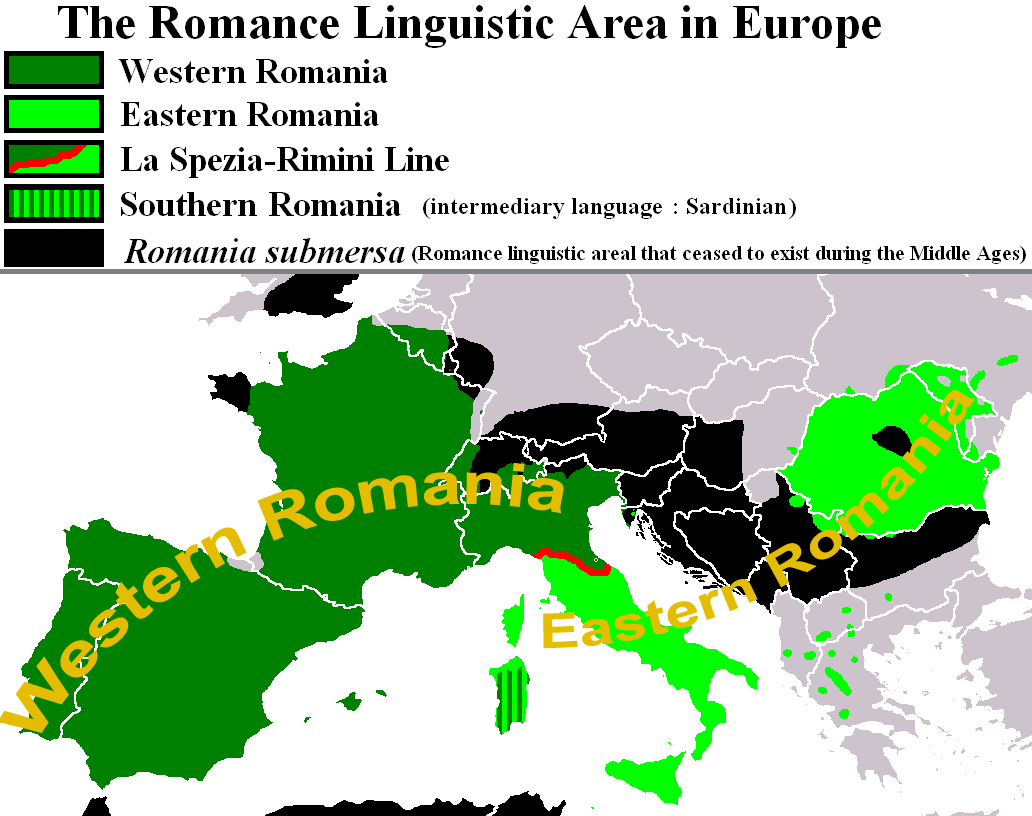
La línea Massa-Senigallia como división entre las lenguas romances occidentales y orientales.

Para algunos autores que consideran que la división primaria en las lenguas romances se dio entre las lenguas romances occidentales (galoibérico) y las orientales (italorrumano) la línea Massa-Senigallia es la frontera entre ambos grupos, las lenguas occidentales estarían limitadas al norte de dicha línea, y las lenguas orientales al sur de dicha línea, en base algunas isoglosas como en la conservación o sonorización de /p, k, t/ intervocálicas, la palatalización del -cl intervocálico, geminación, el participio femenino, eliminación de la -d intervocálica, vocales intertónicas, sixtasis, gramática y formación del plural con (s) o (e, i). Sin embargo, no todos los autores comparten la idea de que esta línea es la división entre el romance occidental y el romance oriental. La clasificación de Ethnologue tampoco toma en cuenta estos criterios.

### Formas de plural
Actualmente la mayoría de las lenguas románicas occidentales (iberorromance, occitanorromance, galorromance, retorromance, sardo) usa como morfema de plural -s derivada de la marca de acusativo plural del latín, mientras que las lenguas al sur y este de la línea Massa-Senigallia (balcorromance y el italorromance) usan formas de plural derivadas del nominativo plural (-e, -i):
| Latín                  | Español  | Portugués | Sardo    | Catalán | Francés | Romanche | Italiano | Rumano | Dálmata |
| ---------------------- | -------- | --------- | -------- | ------- | ------- | -------- | -------- | ------ | ------- |
| Planta, Plantas/Plantæ | plantas  | plantas   | prantas  | plantes | plantes | plantas  | piante   | plante | plante  |
| Homo, Homines          | hombres  | homens    | ómines   | homes   | hommes  | ums      | uomini   | oamini | jomini  |
| Studium, Studia        | estudios | estudos   | istúdius | estudis | études  | studis   | studi    | studii | studi   |
La única excepción son las lenguas galoitálicas que utilizan los plurales (-e, -i) reteniendose el plural (-s-) para algunas conjugaciones verbales. Por ejemplo en lombardo se tiene frases verbales como:
lmo - parlass, es - hablas, it - parlai
lmo - vèss moros, es - estas comprometido, it - sei fidanzato
lmo - vèss duvis, es - estas dudoso, it - sei dubbioso
lmo - che lu el vardass, es - qué lo ves, it - che lo vedi
lmo - lu el finiss, es - lo finalizas, it - lo finisci
En piemontés también se tiene: 
pms - tu it l'has vardà, es - tu lo has visto, it - tu l'hai visto
pms - tu it vard-ras, es - tu lo veras, it - tu lo vedrai
Lo mismo ocurre en las lenguas retorromances que en algunos casos se suelen usar los plurales (-e-, -i-). En el francés recientemente se ha perdido su pronunciación pero se mantiene en la escritura y durante las liaisones.
Inscripciones sugieren que las lenguas galoitálicas, retorromances y galorromances usaron ambos plurales en el pasado y su uso en el francés antiguo esta documentado. Según este punto de vista tras una evolución gramatical las lenguas galorromances y retorromances adoptaron el plural (-s-), mientras que las lenguas galoitálicas adoptaron los plurales (-e-, -i-) probablemente por influencia del italiano.

### Vocales intertónicas
En las lenguas romances occidentales hay eliminación de vocales intertónicas (entre la sílaba tónica y la primera o la última sílaba), en comparación con el romance oriental.

### Palatalización del grupo -CL intervocálico
Otra característica principal es la palatalización o pérdida del grupo -cl intervocálico en las lenguas romances occidentales versus la conservación o el desarrollo en (ki o ke) en el romance oriental. En español posteriormente se dio aspiración tras la palatalización. Ejemplos son:
| Latín    | Rumano  | Italiano  | Dálmata | Español  | Portugués | Sardo     | Catalán  | Francés   | Romanche | Lombardo | Véneto    |
| -------- | ------- | --------- | ------- | -------- | --------- | --------- | -------- | --------- | -------- | -------- | --------- |
| Veclus   | vechi   | vecchio   | vieclo  | vie(j)o  | ve(lh)o   | bé(ci)u   | ve(ll)   | vie(il)   | ve(gl)   | ve(gg)   | ve(ci)o   |
| Pariclus | pereche | parecchio | paraclo | pare(j)o | pare(lh)o | pari(ci)u | pare(ll) | pare(il)  | pare(gl) | pare(gg) | pare(ci)o |
| Fenuclus | fenicul | finocchio | feniclo | hino(j)o | fun(ch)o  | fenu(ci)u | fono(ll) | fenou(il) | finu(gl) | fino(gg) | feno(ci)o |
En romanche el grupo (gl) es pronunciado /ʎ/. En lombardo el grupo (gg) es pronunciado /ʒ/. En sardo, lombardo y véneto el grupo (ci) es pronunciado /tʃ/. En rumano, italiano y dálmata el grupo (ch) se pronuncia /k/.

### Participio femenino
Otra característica importante es que en las lenguas romances occidentales el participio femenino acaba en -da o en algunas lenguas como el francés se pierde, en cambio en las lenguas romances orientales dicho participio acaba en -ta.
| Rumano    | Italiano  | Dálmata   | Español   | Portugués | Sardo     | Catalán   | Francés | Romanche  | Lombardo  | Véneto  |
| --------- | --------- | --------- | --------- | --------- | --------- | --------- | ------- | --------- | --------- | ------- |
| comparatā | comparata | comparata | comparada | comparada | comparada | comparada | comparé | comparada | comparada | comparà |
| vorbitā   | parlata   | favlata   | hablada   | falada    | faedada   | parlada   | parlé   | parlada   | parlada   | parlà   |

### Oclusivas sordas intervócalicas /p, k, t/
Tradicionalmente se ha dicho que las lenguas que sonorizan o pierden las oclusivas sordas intervocálicas /p, k, t/ forman parte de las lenguas romances occidentales y las que conservan dichas oclusivas son parte de las lenguas romances orientales.
| Latín   | Rumano | Italiano | Dálmata[9] | Español   | Portugués | Sardo      | Catalán  | Francés   | Romanche | Lombardo | Véneto   |
| ------- | ------ | -------- | ---------- | --------- | --------- | ---------- | -------- | --------- | -------- | -------- | -------- |
| Capra   | capră  | capra    | cuopra     | ca(b)ra   | ca(b)ra   | cra(b)a    | ca(b)ra  | chè(v)re  | che(v)ra | ca(v)ra  | ca(v)ara |
| Saponem | săpun  | sapone   | sapaun     | ja(b)ón   | sa(b)ão   | sa(b)one   | sa(b)ó   | sa(v)on   | sa(v)un  | sa(v)on  | sa(v)on  |
| Cicada  | cicada | cicala   | čacala     | ci(g)arra | ci(g)arra | chí(g)ula  | ci(g)ala | ci(g)ale  | ci(g)ala | si(g)ala | si(g)ała |
| Acutus  | acut   | acuto    | acut       | a(g)udo   | a(g)udo   | a(g)údu    | a(g)ut   | ai(g)u    | a(g)üt   | a(g)üd   | a(g)úo   |
| Rotare  | rota   | ruotare  | rotur      | ro(d)ar   | ro(d)ar   | arrò(d)are | ro(d)ar  | rô(d)er   | ro(d)ar  | rœu(d)à  | ro(d)ar  |
| Potere  | putea  | potere   | putar      | po(d)er   | po(d)er   | po(d)ere   | po(d)er  | pou(v)oir | po(d)air | po(d)è   | po(d)er  |
Como es de ver en la siguiente tabla el rumano, el italiano y el dálmata son las lenguas que han conservado mayormente las oclusivas sordas intervócalicas en contraposición con el español, portugués, catalán, francés, romanche, lombardo, véneto y sardo que sonorizan o pierden oclusivas sordas. A pesar de ello esta división no ha sido aceptada por algunos autores.
Últimamente en las lenguas romances occidentales ha habido una tendencia a suprimir las oclusivas sordas sonorizadas tal como sucedió en francés (jouer - jugar, pierre - piedra). Lo mismo pasó en el asturleonés especialmente en el extremeño donde muchas oclusivas sonorizadas se perdieron por ejemplo; fuegu - fueu, en francés feu, vida - vía, en francés vie. En algunos dialectos del español también hay una tendencia a suprimir las (-d) finales donde palabras como "estado" se pronunciarían "estao". Este fenómeno también se puede observar en las lenguas galoitálicas como en el piamontés y el véneto; por ejemplo, roda - roa, cadena - chena/caèna, pedra - pèra, savon - saon. La sonorización también puede ser observada  durante las conjugaciones verbales.
Las lenguas galoitálicas tienen una sonorización secundaria de todas las palabras acabadas en -ca, es decir que la sonorización también se extendió a los nombres de ciencias o términos científicos, por ejemplo química - chimega, gramática - gramatega, característica - carateristega, etc, lo mismo sucedió en el sassarés.

### Geminación y degeminación
Otra característica distinguidora es que las lenguas romances orientales conservan las gemidas y en algunas hubo desarrollo adicional de gemidas en contraposición con el romance occidental el cual sufrió degeminación.
| Latín         | Italiano      | Rumano       | Dálmata       | Español     | Portugués   | Sardo       | Catalán     | Francés      | Romanche      | Lombardo    | Véneto      |
| ------------- | ------------- | ------------ | ------------- | ----------- | ----------- | ----------- | ----------- | ------------ | ------------- | ----------- | ----------- |
| Vacca /wak:a/ | vacca /vak:a/ | vacă /vak:ə/ | vacca /vak:a/ | vaca /baka/ | vaca /vakɐ/ | bàca /baka/ | vaca /baka/ | vache /vaʃə/ | vatga /vadʒa/ | vaca /vaka/ | vaca /vaka/ |
| Cuppa /cup:a/ | coppa /cop:a/ | cupă /cup:ə/ | cuppa /cup:a/ | copa /copa/ | copa /copɐ/ | còpa /copa/ | copa /copa/ | coupe /cupə/ | cupa /cupɐ/   | copa /copɐ/ | cópa /copa/ |

### -d intervocálica
En las lenguas romances orientales se conserva la -d intervocálica de ciertas palabras latinas, en contraposición con el romance occidental.
| Latín    | Italiano | Rumano  | Dálmata | Español  | Portugués | Sardo     | Catalán  | Francés  | Romanche | Lombardo | Véneto    |
| -------- | -------- | ------- | ------- | -------- | --------- | --------- | -------- | -------- | -------- | -------- | --------- |
| Cadere   | cadere   | cade    | cadar   | ca(-)er  | ca(-)ir   | ca(-)ere  | ca(-)ure | cho(-)ir | ca(-)ir  | cai(-)èr | cai(-)èr  |
| Peduclus | pidochio | păduche | peduclo | pi(-)ojo | pi(-)olho | pe(-)ógiu | po(-)ll  | po(-)u   | po(-)gl  | pœu(-)gg | pe(-)ocio |
| Coda     | coda     | coadă   | coda    | co(-)la  | co(-)la   | co(-)a    | cu(-)a   | que(-)ue | cu(-)a.  | co(-)a   | có(-)a    |

### Palabras acabadas en -s
Una característica notoria es que el romance occidental contienen muchas palabras latinas acabadas con (s, z) sin que sean necesariamente parte del plural, en contraposición con el romance oriental que carece de palabras latinas acabadas con (s, z), salvo algunos préstamos lingüísticos recientes.

### Gramática y sixtasis
Una característica gramatical importante es que en el romance oriental se retienen los pronombres y los adjetivos posesivos detrás de las palabras a diferencia del romance occidental donde se colocan delante de las palabras, también en el romance oriental es obligatorio usar los artículos para referirse simplemente a un sustantivo en cualquier contexto, esto es notable en el balcorrumano, el dálmata, el siciliano, el napolitano y el italiano central, salvo las variedades toscanas como el italiano que son innovadoras con respecto a las otras lenguas romances orientales.
Romance occidental
- - En romance occidental: tu reino (es), teu reino (pt),  teu regne (ca), tou rennu (sc), ton règne (fr), tes reginavel (rm), to regn (lmo), to regno (vec). En napolitano regno to.
  - En romance occidental: tu ventana (es), tua janela (pt), toa bentana (sc), teva finestra (ca), ta fenêtre (fr), tes fanestra (rm), ta fenestra (lmo, vec). En napolitano fenesta ta.
  - En romance occidental: mi reino (es), meu reino (pt), meu regne (ca), meu rennu (sc), mon règne (fr), mes reginavel (rm), me regn (lmo), mio regno (vec). En napolitano regno me.
  - En romance occidental: mi ventana (es), minha janela (pt), mea bentana (sc), meva finestra (ca), ma fenêtre (fr), mia fanestra (rm), me fenestra (lmo, vec). En napolitano fenesta mea.
  - En romance occidental: reinos (es, pt), rennus (sc), regnes (ca), règnes (fr), reginavels (rm), regn (lmo), regne (vec). En napolitano regnere.
  - En romance occidental: ventanas (es), janelas (pt), bentanas (sc), finestres (ca), fenêtres (fr), fanestras (rm), fenestre (lmo, vec). En napolitano fenestere.
  - En romance occidental: hombre (es), homem (pt), home (ca, fr), ómine (sc), um (rm), om (lmo), omo (vec). En napolitano l'ommo.
  - En romance occidental: parte (es, pt, sc, vec), part (ca, rm, fr). En napolitano la parte.

Romance oriental
- - En romance oriental: pate-me (nap), patre mo (it-c), patri meu (scn), tătal meu (ro, rup), tuotael mi (dlm). En español mi padre.
  - En romance oriental: mate-mea (nap), matre ma (it-c), matri mea (scn), mama mea (ro, rup), mama maja (dlm). En español mi madre.
  - En romance oriental: sora-ta (nap), sora ta (it-c, scn), sora ta (ro, rup), saura ta (dlm). En español tu hermana.
  - En romance oriental: fràte-to (nap), frate to (it-c), frati tu (scn), fratele tau (ro, rup), frutro to (dlm). En español tu hermano.
  - En romance oriental: fràtere (nap, it-c), fraților (ro), frutrele (dlm). En español hermanos.
  - sorure (nap, it-c), surori (ro, rup), saurele (dlm). En español hermanas.
  - En romance oriental: lu omu (scn), l'ommo (nap, it-c), omul (ro, rup), el jomno (dlm). En español simplemente hombre.
  - En romance oriental: la parti (scn), la parte (nap, it-c), partea (ro, rup), la puart (dlm). En español simplemente parte.